# Bassie & Adriaan: De reis vol verrassingen
Bassie en Adriaan: De reis vol verrassingen (1994) is de negende televisieserie van het Nederlandse televisieduo Bassie en Adriaan. De uitgavetitel is vanaf 2001 Bassie en Adriaan op reis door Amerika. Dit is de laatste avonturenserie van het duo.

## Het verhaal

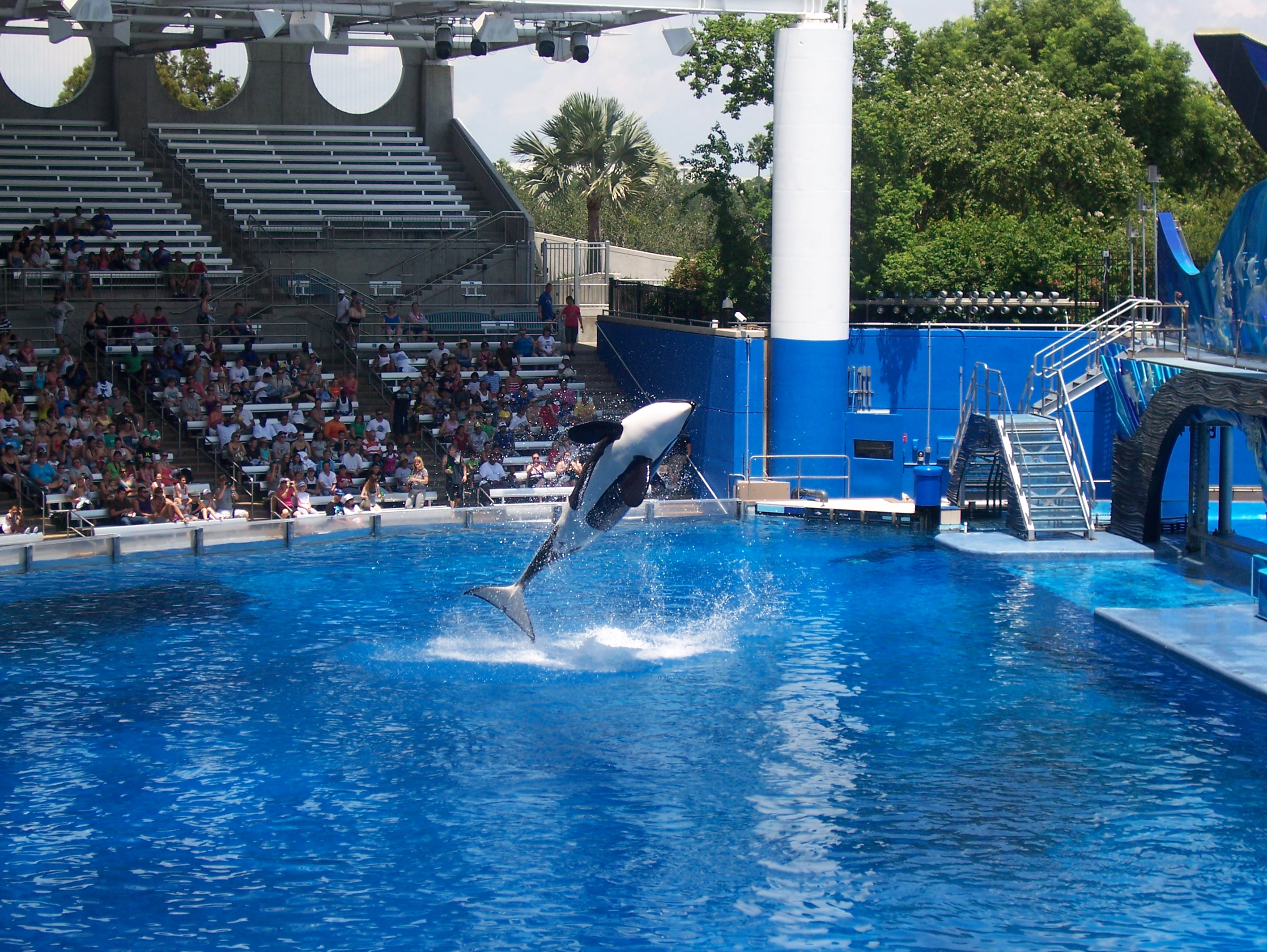
Een van de opnameplaatsen in SeaWorld.

Het verhaal van de serie is ruwweg in twee blokken te verdelen.
Het eerste blok sluit direct aan op de vorige serie. De Baron heeft, naar aanleiding van de pakjes die Bassie en Adriaan in de vorige serie steeds moesten opzoeken, een plan bedacht om wraak te kunnen nemen op het duo. Hij doet zich voor als hun geheimzinnige opdrachtgever met het plan hen, via een raadsel (net als in de vorige serie), een pakje te laten opsporen op Curaçao. In dit pakje zit de bom van Handige Harry. Dit plan loopt uiteindelijk mis wanneer Vlugge Japie, die ook op Curaçao blijkt te zijn, lucht krijgt van deze opdracht. Hij denkt dat het pakje een schat bevat en steelt het voor Bassie en Adriaan het kunnen vinden. Zodoende wordt hij zelf het slachtoffer.
Bij terugkomst in Nederland plegen de boeven een inbraak, maar hebben niet in de gaten dat twee kleine meisjes zien dat ze inbreken. De meisjes waarschuwen vervolgens Bassie en Adriaan. Wanneer de boeven erachter komen dat de politie achter hen aan zit, weten zij te ontsnappen en zich schuil te houden in een oud fabriekspand. Ondertussen wint Bassie in een quiz een rondreis voor twee personen door de Verenigde Staten. Deze quiz ziet Adriaan op de TV in hun caravan. Hierdoor komt hij te weten dat Bassie deze reis heeft gewonnen, zodat ze samen naar Amerika kunnen gaan. De rest van de serie reizen Bassie en Adriaan dan ook door bekende locaties in Amerika, zoals New York, San Francisco, Yosemite National Park, Las Vegas en de pretparken in Florida.
De Baron, B100 en Handige Harry hebben de quiz echter ook gezien op een TV die toevallig in hun fabriekspand stond. Ze hebben hierdoor ook gezien dat Bassie een reis naar Amerika heeft gewonnen. Ze bellen naar een Amerikaanse collega en die vertelt dat hij Bassie en Adriaan in New York heeft gezien. Hier laten ze dan ook geen gras over groeien. Ze pakken vlug hun koffers in, stelen een auto, gaan meteen naar Schiphol, nemen daar het eerste het beste vliegtuig naar New York en reizen hen vervolgens in Amerika de hele tijd achterna, net als in de vorige serie en ondernemen meerdere pogingen de twee in een hinderlaag te lokken, maar elke poging draait op niets uit.
Wanneer Bassie en Adriaan in Florida in de gaten krijgen dat de drie achter hen aanzitten, verzinnen ze een list om de boeven te kunnen laten arresteren door de politie voor de inbraak die de boeven voor hun komst naar Amerika hadden gepleegd. Ze reizen aan het einde van hun reis af naar Sint Maarten en lokken de boeven naar het Nederlandse gedeelte, waar ze direct gearresteerd worden.

### Opnamelocaties
De serie speelt zich af op Curaçao, in New York, Washington, San Francisco, het Yosemite-park, Death Valley, Las Vegas, Bryce Canyon, Hollywood, Berkeley, New Providence, een indianenreservaat in Monument Valley, de Navajo school Monument Valley High School, de Grand Canyon, verschillende pretparken in Orlando en op het Caribische eiland Sint Maarten. In Nederland werden onder andere opnames gemaakt bij Center Parcs De Limburgse Peel in America in Limburg en bij de voormalige commandantswoning van de Koninklijke Marechaussee op de stationsweg 84 in Hoek van Holland.

## Achtergrond
In oktober 1989 werd bekendgemaakt dat er plannen waren voor deze reeks als onderdeel van een vijfjarenplan, opgesteld samen met de TROS.
Het originele idee was dat Bassie en Adriaan op reis worden geleid door opdrachten met cryptische omschrijvingen, die hen op bijzondere plaatsen allerlei pakjes liet ophalen net als de serie De geheimzinnige opdracht. Deze keer bleek de opdrachtgever niet het ministerie van Buitenlandse zaken te zijn, maar de Baron. Uiteindelijk is dit idee alleen gebruikt voor de afleveringen die zich afspelen op Curaçao. Het begin en het slot van de serie zou echter in eerste instantie worden opgenomen in Mexico in plaats van Curaçao en Sint Maarten. Er konden alleen geen geschikte locaties worden gevonden. Het carnaval vieren in Curaçao werd in het originele script wel al genoemd. Andere locaties die in het originele script (februari 1992) genoemd worden, maar niet zijn gebruikt, zijn Niagarawatervallen en Philadelphia. Aad van Toor zag Sint Maarten als alternatief, omdat hij in 1989 en 1991 hier was geweest op vakantie en nog 'ieder weggetje' op het eiland uit zijn hoofd kende. Oorspronkelijk was het idee om de opnames te beginnen in september 1992 (in 1989 was zelfs het jaar 1991 het plan). Dit werd uiteindelijk 10 januari 1993.
De serie werd in twee delen gefilmd. In januari en februari 1993 (zeven weken) werd er gefilmd in Curaçao, Florida en Sint Maarten. De rest van de serie werd gefilmd vanaf 14 mei 1993 zeven weken lang. In totaal waren er 98 opnamedagen in Amerika. De locatie New York werd als laatste gefilmd. Hierna volgden nog 10 opnamedagen in Nederland.
Tijdens de opnames op Curaçao brak Bas van Toor als Vlugge Japie zijn enkel, tijdens de sprong van de brug. De opname waarin dit gebeurt is gebruikt in de aflevering. Na twee dagen knipte Bas het gips van zijn enkel om de opnames te hervatten, om zo een financieel verlies te voorkomen (de serie werd door de broers Van Toor in eigen beheer geproduceerd). Na zes weken verder filmen werd Bas in Nederland geopereerd. Hierna werden de filmopnames in mei hervat. Paul van Gorcum raakte buiten de opnames gewond in Sint Maarten nadat hij van een trap was gevallen.
De reden dat Paul van Soest niet aanwezig was bij de opnames in Curaçao, Florida en Sint Maarten was dat hij moest werken voor Theater van de Lach van John Lanting. Volgens de autobiografie van Aad van Toor uit 2017 is er toen overwogen om een andere acteur voor de rol van Handige Harry te nemen. Uiteindelijk bedacht Aad een andere oplossing. Hij herschreef het script zo dat Handige Harry behalve in de hotelopnames, die in werkelijkheid in Nederland gedaan zijn, niet te zien is in Curaçao, Florida en Sint Maarten. De opname met het opstijgen van het modelvliegtuig in Florida is eveneens in Nederland gemaakt.
Bas van Toor mocht als Bassie in Walt Disney World geen ontmoeting hebben met Mickey Mouse, hoewel er in eerste instantie wel toestemming was gegeven door Disney (het script was opgestuurd). Op de geplande draaidagen wilde men niet dat het publiek zou denken dat het personage Bassie een van de Disney-figuren was en men wilde niet dat Disney-figuren vereenzelvigd werden met Bassie. Een pr-meisje bemiddelde vervolgens om als alternatief te filmen in de MGM-studio. Aad van Toor heeft toen in een uur tijd het script herschreven. Deze aflevering (Een Knal Goeie Wild West Show) is bij de vijfdelige uitgave in 1996 en 2003 weggeknipt. Op de dvd- uitgave van 2001 staat deze aflevering wel.
De TROS kreeg een boete opgelegd van 10.000 gulden van het Commissariaat voor de Media wegens de sluikreclame voor hotel Van der Valk dat te zien is in de afleveringen die zich afspelen op Curaçao.
In de autobiografie van Aad van Toor uit 2017 staat dat hij even het idee had om de Baron weer zelf te gaan spelen zoals Bassie & Adriaan: Het Geheim van de Schatkaart, omdat Bas weer Vlugge Japie ging spelen voor de opnames in Curaçao. Uiteindelijk gebeurde dit in Keet & Koen en de Speurtocht naar Bassie & Adriaan.
Voor de televisieserie is ook het liedje Sint Maarten geschreven en gecomponeerd door muziekopnameleider Aad Klaris en ingezongen door Bassie en Adriaan. Het liedje is echter nooit verfilmd.
Oorspronkelijk zat in het script het liedje We zullen ze krijgen die Bassie en Adriaan gezongen door de boeven. Het was de bedoeling dat de boeven door Bassie en Adriaan en de politie opgejaagd werden en in paniek in een gebouwtje vluchten. Dat blijkt een loods te zijn van een toneelgezelschap met kostuums, pruiken en rekwisieten. Om te ontsnappen vermommen de boeven zich snel als een muziekband en lopen langs Bassie en Adriaan, zonder herkend te worden en rijden weg in roze Chevrolet-cabrio terwijl ze het liedje zingen. De acteurs wilden echter niet het liedje zingen met vermomming aan. Aad van Toor heeft toen besloten de gehele scène niet te filmen. Het liedje zelf is wel maanden voor de geplande opnames ingezongen.
De scènes met de boeven in New York zijn in opdracht van Aad van Toor door uitvoerend producent Willem van der Pol (medewerker TROS) geregisseerd.
Bas en Aad betaalden alle kosten van de opname uit eigen zak. De TROS betaalde alleen een deel van de kosten voor de eerste uitzendrechten. De rest van het geld moest komen uit verdere exploitatie van deze serie. De productie was in 2014 (20 jaar later) nog niet helemaal uit de kosten. Wel is het gelukt om binnen te begroting te blijven.
Vanaf januari tot en met mei 1994 werd de serie voor het eerst door de TROS uitgezonden en vanaf 28 januari 1995 wekelijks bij Kindernet. De muziekarrangementen werden in deze uitzendingen gecomponeerd door arrangeur Aad Klaris en er werden verschillende nummers gebruikt als achtergrondmuziek van artiesten zoals onder andere Vangelis, Clannad en Jean-Michel Jarre. Drie jaar later, in 1997, werd er speciaal voor deze serie en De geheimzinnige opdracht nieuwe achtergrondmuziek gecomponeerd door Aad van Toor en Bert Smorenburg. Deze muziek verving bijna alle achtergrondnummers die in de jaren 1994-1996 voorkwamen in de serie. Ook de leader en de liedjes werden grotendeels voorzien van nieuwe arrangementen. Dit werd gedaan als gevolg van een zakelijk conflict met Aad Klaris. Later in 1999 werd Adrina Produkties in het gelijk gesteld door de rechter en had hiermee dus de originele muziekarrangementen kunnen blijven gebruiken.
Tussen 1994 en 1996 werd de serie uitgebracht op video en in 2001 werd de serie voor het eerst uitgebracht op dvd met grotendeels dezelfde nabewerking als uit 1997, alhoewel sommige scènes wel wat afwijkingen vertonen, zodat de afleveringen beter doorlopen. Hierbij is dit de enige serie die in de jaren 2000 geen speciale nabewerking heeft gekregen waarbij de muziek en de liedjes opnieuw zijn toegevoegd in betere kwaliteit. Het is opvallend dat de kwaliteit van de muziek wisselend is; op sommige momenten in stereo, en andere momenten mono.
Aad van Toor noemde in 2013 De reis vol verrassingen het hoogtepunt van de Bassie en Adriaan series.
Vanaf december 2024 zendt Telekids een geremasterde versie uit in breedbeeld, met een nieuwe vormgeving en geluid.

## Personages en acteurs
| Personage            | Acteur/actrice     |
| -------------------- | ------------------ |
| Bassie               | Bas van Toor       |
| Adriaan              | Aad van Toor       |
| Baron Van Neemweggen | Paul van Gorcum    |
| B100                 | Hans Beijer        |
| Handige Harry        | Paul van Soest     |
| TROS-presentatrice   | Gallyon van Vessem |
| Vlugge Japie         | Bas van Toor       |
| Spelend meisje       | Evelien Steensma   |
| Spelend meisje       | Julie Stassar      |
| Presentatrice quiz   | Tineke Verburg     |
| Amerikaanse collega  | Michael Tournadre  |
| Clown Valentine      | Carol Leese        |
| Clown Cookie         | Carol Meyer        |
| Clown Coker          | Jim Whaples        |
| Clown Big Red        | Cynthia Keeler     |

## Afleveringen
| Nr. | Titel Aflevering              | Staat/regio          | Locatie                                                         | Uitzenddatum Nederland |
| --- | ----------------------------- | -------------------- | --------------------------------------------------------------- | ---------------------- |
| 1   | De 3e van 26                  | Nederlandse Antillen | Curaçao                                                         | 7 januari 1994         |
| 2   | Een wonderlijke ontdekking    | Nederlandse Antillen | Curaçao                                                         | 14 januari 1994        |
| 3   | Meer geluk dan wijsheid       | Nederlandse Antillen | Curaçao                                                         | 21 januari 1994        |
| 3   | Meer geluk dan wijsheid       | New York             | New York                                                        | 21 januari 1994        |
| 4   | Bassie als president          | New York             | New York                                                        | 28 januari 1994        |
| 4   | Bassie als president          | Washington D.C.      | Washington                                                      | 28 januari 1994        |
| 5   | Het gevangeniseiland          | Washington D.C.      | Washington                                                      | 4 februari 1994        |
| 5   | Het gevangeniseiland          | Californië           | San Francisco                                                   | 4 februari 1994        |
| 6   | Een gigantisch bos            | Californië           | Yosemite National Park                                          | 11 februari 1994       |
| 7   | De luchtspiegeling            | Californië           | Death Valley                                                    | 4 maart 1994           |
| 8   | Een onverwacht bad            | Nevada               | Las Vegas                                                       | 11 maart 1994          |
| 9   | De overval                    | Utah                 | Bryce Canyon                                                    | 18 maart 1994          |
| 10  | Het pad der beroemdheden      | Californië           | Los Angeles, Hollywood, Berkeley, Beverly Hills, New Providence | 1 april 1994           |
| 11  | Bassie als regenmaker         | Arizona              | Monument Valley                                                 | 8 april 1994           |
| 12  | Een grote verrassing          | Arizona              | Grand Canyon                                                    | 15 april 1994          |
| 13  | Het kinderparadijs            | Florida              | Orlando                                                         | 22 april 1994          |
| 14  | Een knal goeie Wild West show | Florida              | Orlando                                                         | 29 april 1994          |
| 15  | Een verdacht vliegtuigje      | Florida              | Orlando                                                         | 6 mei 1994             |
| 16  | Een grens geval               | Nederlandse Antillen | Sint Maarten, Hoek van Holland                                  | 13 mei 1994            |

## Liedjes
| Nummer | Titel                         | Opmerking |
| ------ | ----------------------------- | --- |
| 1      | Caraïbisch carnaval           | Er is door Bert Smorenburg een nieuwe versie gemaakt, maar tijdens de nabewerking in 1997 bleef de originele versie behouden. Wel wordt de nieuwe versie als karaoke gebruikt op de dvd. |
| 2      | Als ik de president ben       | Originele versie vervangen door arrangementen van Bert Smorenburg. |
| 3      | Wij zijn nietig               | Zelfde melodie als Wij zijn reuzen uit 1978. De muziek is gemaakt door Rinus van Galen. Deze versie is behouden.                                                                         |
| 4      | Truckerslied                  | Originele versie behouden. |
| 5      | Had ik nou maar ja/nee gezegd | Afkomstig van de LP 'Radio Station Nr. 2 Vanuit Griekenland' uit 1989 door Aad Klaris. Deze versie is behouden.                                                                          |
| 6      | Jimmy                         | Originele versie vervangen door arrangementen van Bert Smorenburg. |
| 7      | Geronimo                      | Originele versie vervangen door arrangementen van Bert Smorenburg. |
| 8      | Clowntje wil ik zijn          | Originele versie vervangen door arrangementen van Bert Smorenburg. |
| 9      | Lachen is het beste medicijn  | Zelfde melodie als het lied: 'Clowntje wil ik zijn'. Originele versie vervangen door arrangementen van Bert Smorenburg.                                                                  |
| 10     | St. Maarten                   | Alleen verschenen op de gelijknamige cd uit 1994 is nooit verfilmd |

## Achtergrondmuziek
| Uitvoerder (+ muziekschrijver) | Titel                          | Gebruikt in/bij                        | Album                                                        |
| ------------------------------ | ------------------------------ | -------------------------------------- | ------------------------------------------------------------ |
| Lee Towers                     | New York, New York             | diverse scènes in New York             |                                                              |
| Lee Towers                     | Los Angeles                    | B&A rijden naar Los Angeles            |                                                              |
| Chris Payne                    | Declamation                    | show Siegfried en Roy                  |                                                              |
| John Williams                  | The Magic of Halloween         | B&A in attractie E.T.                  |                                                              |
| John Williams                  | The Raiders March              | B&A in Disney MGM Studios              | Raiders Of The Lost Ark (Original Motion Picture Soundtrack) |
| Meco (John Williams)           | Star Wars Theme (Disco Versie) | Boeven laten het vliegtuigje opstijgen |                                                              |
| Clannad                        | Voyager                        | B&A lopen onder het water (de vissen)  | Atlantic Realm (1989)                                        |

De muziek die in 1997 vervangen is:
| Uitvoerder (+ muziekschrijver) | Titel                    | Gebruikt in/bij                                                                              | Album                                                 |
| ------------------------------ | ------------------------ | -------------------------------------------------------------------------------------------- | ----------------------------------------------------- |
| Aad Klaris                     | Diverse deuntjes         | Verschillende scènes                                                                         |                                                       |
| Clannad                        | Child of the Sea         | bij spanningsscènes                                                                          | Atlantic Realm (1989)                                 |
| Vangelis                       | Antarctic Echoes         | voorlezen opdracht baron                                                                     | Antarctica (1983)                                     |
| John Carpenter                 | Halloween Theme          | Verschillende scènes                                                                         | Halloween (Original Motion Picture Soundtrack) (1979) |
| Jean-Michel Jarre              | Magnetic Fields 1 deel 1 | bij achtervolgingsscènes                                                                     | Magnetic Fields (1981)                                |
| Henry Mancini                  | Theme from Hotel         | B&A lopen het hotel uit waar ze zaten (In San Francisco)                                     |                                                       |
| Vangelis                       | Kinematic                | rennen naar de Grand Canyon                                                                  | Antarctica (1983)                                     |
| Vangelis                       | Other Side of Antarctica | B&A staan bij de rand van de Grand Canyon                                                    | Antarctica (1983)                                     |
| Vangelis                       | Theme from Antarctica    | diverse scènes bij de Grand Canyon en tijdens de vlucht van Los Angeles naar Monument Valley | Antarctica (1983)                                     |

## Uitgave
| Jaar      | Uitgever             | Medium | Lengte                   | Opmerking |
| --------- | -------------------- | ------ | ------------------------ | --- |
| 1994-1995 | CNR                  | VHS    | 75 min per band          | - Op zoek in Curaçao (1994) - Op zoek in San Francisco (1994) - Op zoek in Las Vegas (1995) - Op zoek in het Wilde Westen (1995) Deze vier losse uitgaves bevatten als enige de volledige afleveringen die gelijk staan aan de eerste uitzendingen van de Tros uit 1994. |
| 1996      | Arcade               | VHS    | 90 min                   | - Op zoek in Amerika (oktober 1996) Het vijfde en laatste deel uit de reeks Reis vol Verrassingen. Deze uitgave staat gelijk aan de eerste uitzendingen van de Tros uit 1994, maar de aflevering Een Knal Goeie Wild West Show ontbreekt. |
| 2001      | Bridge Entertainment | DVD    | 195 min per dvd          | - Op reis door Amerika deel 1 - Op reis door Amerika deel 2 De gehele serie uitgebracht op twee aparte dvd's onder de nieuwe titel Op reis door Amerika, inclusief de aflevering Een Knal Goeie Wild West Show. Echter ontbreken er vier korte shots (van Zion National Park) die de overgang vormen tussen deel 1 en deel 2. Deze beelden staan wel op de vijfdelige serie. Deze uitgave is grotendeels dezelfde als de nabewerking van de tv serie uit 1997 met de achtergrondmuziek van Aad van Toor en Bert Smorenburg en enkele gewijzigde geluidsfragmenten. Hetzelfde jaar werd deze uitgave op VHS uitgebracht als twee dubbelboxen. In 2007 en 2015 werd deze versie opnieuw uitbracht op dvd. De versie uit 2007 bestaat echter uit twee keer twee dvd's. |
| 2003      | Bridge Entertainment | DVD    | 4 X 75 min en 1 x 90 min | - Curaçao - San Francisco - Las Vegas - Het Wilde Westen - Florida Heruitgave van de banden uit 1994-1995 en 1996 met de nabewerking uit 1997 met enkele afwijkende scènes (de aflevering Een Knal Goeie Wild West Show ontbreekt). Bij de titels is 'Op zoek naar' weggelaten en bij het laatste deel is de titel gewijzigd in Florida. Wel is er een fout met de montage gemaakt bij de dvd Het Wilde Westen: de scène van 2:28 tot 3:23 wordt herhaald van 7:27 tot 8:19. Op de VHS versie uit 1995 is de eerste keer dat de scène te zien is de originele plek, terwijl op de dvd uitgave uit 2001 de herhaling de oorspronkelijke plek is. Deze vernieuwde versie is ook uitgebracht op VHS.                                                                   |

## Trivia
- Opvallend is dat de titels van de eerste video-uitgaven allen Op zoek in.. zijn genoemd, terwijl alleen in het eerste deel het duo op zoek is naar een pakje.
- In de laatste aflevering imiteert Adriaan de stem van de Baron. In de eerdere serie Bassie & Adriaan: Het Geheim van de Schatkaart speelde Aad van Toor zelf de Baron. In deze scène is zijn stem echter wel door Paul van Gorcum nagesynchroniseerd. Diezelfde aflevering begint met een voice-over van Adriaan, waarin hij aangeeft dat Bassie en Adriaan in de vorige aflevering de Baron, B100 en Handige Harry hebben gezien. Ze hebben Handige Harry echter totaal nog niet gezien.
- B100 ziet zichzelf in het begin op televisie en is niet verbaasd dat alles is opgenomen. De fictie en realiteit van de serie loopt hier door elkaar. Ook als de boeven op het vliegveld in Curaçao aankomen begint B100 (gevolgd door de Baron en Handige Harry) te zingen "Dag vriendjes dag vriendinnetjes dat was het dan alweer boem boem". Ze kennen dus het introliedje van de televisieserie.
- In de laatste aflevering verspreekt Bassie zich als hij tegen de boeven zegt dat er twee heren van de Koninklijke Nederlandse marechaussee achter hen staan, terwijl het een dame en een heer zijn. In de VHS-versie uit 1996, en een op internet uitgebrachte samenvatting voor de internationale markt (Bassie & Adriaan and the journey of surprises) is dit gecorrigeerd.[17] In de latere uitgaven is dit echter weer ongedaan gemaakt. In 2024 is de gecorrigeerde versie hersteld.
- Als Bassie en Adriaan op een boot in New York zitten, zegt Adriaan: "Er is een plek waar je alles in New York kan zien, en dat is het Empire State Building." Hij wijst echter naar het World Trade Center. In de VHS-versie uit 1994 is dit gecorrigeerd naar: "..en dat is op het dak van ons hotel." In de latere uitgaven is dit echter weer ongedaan gemaakt. In 2024 is de gecorrigeerde versie hersteld.
- Het personage adjudant Van der Steen bestaat hier nog steeds, maar alleen aan de telefoon: je ziet hem in de serie (net als in De Verzonken Stad) niet in beeld. Wanneer Adriaan het over hem heeft, noemt hij Van der Steen echter weer een inspecteur.
- In de uitzendingen die op RTL8 (RTL Telekids) zijn uitgezonden en op Videoland staan laat de televisie van Bassie en Adriaan een videoclip van Keet! zien. Vanaf 2025 is dit ongedaan gemaakt en kijken Bassie en Adriaan weer naar een TROS uitzending.